# SKNFA Superliga 2019-20
La SKNFA Superliga 2019-20 fue la edición número 36 de la SKNFA Superliga después de que la temporada 2018-19 fue abandona por propuesta.

## Formato
Los 12 equipos disputaron en sistema de todos contra todos 2 veces totalizando 22 partidos cada uno; al término de la ronda regular los 6 seis primeros jugaron la Final Six, donde los dos mejores jugaron la final y en la final el sistema es ganar 2 de 3 partidos, si persistes la serie empatada el tercero se decide todo y mantenerse en empate tiempos extra; de seguir igual a la serie de penales. El campeón de cumplir los requisitos establecidos participará a la CONCACAF Caribbean Club Shield 2021.
Por otro lado, los 2 últimos descendieron a la SKNFA Primera División.

## Ronda Regular
Actualizado el 21 de Noviembre de 2020.
| Pos. | Equipo                    | Pts. | PJ | PG | PE | PP | GF | GC  | Dif. |
| ---- | ------------------------- | ---- | -- | -- | -- | -- | -- | --- | ---- |
| 1.º  | Village Superstars FC     | 55   | 22 | 18 | 1  | 3  | 84 | 21  | 63   |
| 2.º  | St Paul's United          | 54   | 22 | 17 | 3  | 2  | 64 | 17  | 47   |
| 3.º  | Conaree FC                | 45   | 22 | 15 | 0  | 7  | 40 | 22  | 18   |
| 4.º  | Cayon Rockets             | 44   | 22 | 14 | 2  | 6  | 64 | 31  | 33   |
| 5.º  | St Peters Strikers FC     | 38   | 22 | 12 | 2  | 8  | 61 | 33  | 28   |
| 6.º  | Garden Hotspurs FC        | 33   | 22 | 10 | 3  | 9  | 34 | 31  | 3    |
| 7.º  | Newtown United FC         | 33   | 22 | 10 | 3  | 9  | 42 | 49  | −7   |
| 8.º  | United Old Road Jets FC   | 30   | 22 | 9  | 3  | 10 | 41 | 47  | −6   |
| 9.º  | Saddlers United FC        | 23   | 22 | 6  | 5  | 11 | 36 | 43  | −7   |
| 10.º | Trafalgar Southstars FC   | 11   | 22 | 3  | 2  | 17 | 22 | 67  | −45  |
| 11.º | Mantab United FC          | 9    | 22 | 2  | 3  | 17 | 23 | 70  | −47  |
| 12.º | Security Forces United FC | 6    | 22 | 1  | 3  | 18 | 27 | 105 | −78  |

|  | Final Six                         |
|  | Descenso a SKNFA Primera División |

## Final Six
Actualizado el 10 de Diciembre de 2020.
| Pos. | Equipo                | Pts. | PJ | PG | PE | PP | GF | GC | Dif. |
| ---- | --------------------- | ---- | -- | -- | -- | -- | -- | -- | ---- |
| 1.º  | St Paul's United      | 10   | 5  | 3  | 1  | 1  | 9  | 4  | 5    |
| 2.º  | Village Superstars FC | 8    | 5  | 2  | 2  | 1  | 5  | 4  | 1    |
| 3.º  | Cayon Rockets         | 8    | 5  | 2  | 2  | 1  | 4  | 3  | 1    |
| 4.º  | Garden Hotspurs FC    | 7    | 6  | 2  | 1  | 3  | 9  | 7  | 2    |
| 5.º  | St Peters Strikers FC | 5    | 5  | 1  | 2  | 2  | 7  | 10 | −3   |
| 6.º  | Conaree FC            | 2    | 5  | 0  | 2  | 3  | 5  | 10 | −5   |

|  | Final |

## Final
Se jugarán al mejor de tres partidos: el equipo que sea capaz de ganar dos partidos se coronará campeón. No habrá empates, los partidos empatados se definirán en prórroga o en penaltes respectivamente.
  Actualizado el 17 de diciembre de 2020.
| Local                 | Resultado | Visitante             | Fecha                   | Estadio                      |
| --------------------- | --------- | --------------------- | ----------------------- | ---------------------------- |
| Village Superstars FC | 0 - 2     | St Paul's United      | 12 de diciembre de 2020 | Warner Park Sporting Complex |
| St Paul's United      | 2 - 1     | Village Superstars FC | 16 de diciembre de 2020 | Warner Park Sporting Complex |
| Village Superstars FC | Cancelado | St Paul's United      | 19 de diciembre de 2020 | Warner Park Sporting Complex |

| Bandera de San Cristobal y Nieves     |
| Campeón St Paul's United. 5.to título |